# Балинцівська сільська рада
| Балинцівська сільська рада — колишній орган місцевого самоврядування у Снятинському районі Івано-Франківської області з адміністративним центром у с. Балинці. Водоймища на території, підпорядкованій даній раді: річка Чорнява. Сільській раді були підпорядковані населені пункти: - с. Балинці - с. Бучачки - с. Трофанівка |

## Склад ради
Рада складалася з 16 депутатів та голови.

### Керівний склад ради
| ПІБ                     | Основні відомості                                                                | Дата обрання | Дата звільнення |
| ----------------------- | -------------------------------------------------------------------------------- | ------------ | --------------- |
| Гнатчук Василь Петрович | Сільський голова, 1979 року народження, освіта, член Української Народної Партії | 26.03.2006   | 31.10.2010      |
| Гнатчук Василь Петрович | Сільський голова, 1979 року народження, освіта вища, безпартійний                | 31.10.2010   |                 |

Примітка: таблиця складена за даними джерела